# Reconquesta (partit polític francès)
Reconquesta (en francès Reconquête; R!) és un partit polític francès fundat pel periodista d'extrema dreta i candidat presidencial Éric Zemmour el 5 de desembre de 2021.

## Història
El partit va ser fundat, davant l'augment en els sondejos d'intenció de vot per a les eleccions presidencials franceses de 2022, del periodista, escriptor i polemista populista d'extrema dreta Éric Zemmour. El 30 de novembre de 2021 Zemmour va confirmar oficialment la seva candidatura a la presidència, a través d'un vídeo difós per les xarxes socials en què va afirmar: «Ja no és temps de reformar França, sinó de salvar-la. Per això he decidit presentar-me a les eleccions presidencials». Poc després, el 5 de desembre de 2021, en un míting celebrat a Villepinte, va anunciar la fundació d'un nou partit amb el nom Reconquête!.
A les eleccions legislatives franceses de 2022 va rebre el suport de Via, la voie du peuple, Moviment Conservador i el Centre Nacional d'Independents i Agraris, però la vicepresidenta del partit Marion Maréchal i tres altres eurodiputats van ser expulsats del partit en donar suport a Reagrupament Nacional per a les eleccions, en les que Reconquesta finalment no va obtenir representació.

## Ideologia
Éric Zemmour va formar el partit amb les seves posicions polítiques. La seva ideologia està orientada vers l'extrema dreta, contrari a la immigració, a l'imposició de l'Islam i la maçoneria. El nom del partit, Reconquesta, és una clara referència al període de la història d'Espanya en què els regnes cristians de la península van lluitar contra els musulmans que l'havien ocupada, fins a expulsar-los. En el míting fundacional, es va prometre «reduir la immigració a gairebé zero», expulsar els sol·licitants d'asil i immigrants il·legals i forçar la sortida de França de l'OTAN.

## Eleccions presidencials 2022
Eric Zemmour va quedar quart a la primera volta de la eleccions presidencials 2022 per darrere de Jean-Luc Melenchon, Marine Le Pen i Emmanuel Macron que va quedar primer.

## Resultats electorals

### Eleccions Presidencials
| Any  | Candidat     | 1a volta  | 1a volta  | 1a volta | 2a volta | 2a volta | 2a volta |
| Any  | Candidat     | Vots      | %         | Rank     | Votes    | %        | Rank     |
| ---- | ------------ | --------- | --------- | -------- | -------- | -------- | -------- |
| 2022 | Éric Zemmour | 2,485,226 | 7,1 / 100 | 4t       | N/D      | N/D      | N/D      |

### Eleccions legislatives
| Any  | Líder        | 1a volta | 1a volta | 2a volta | 2a volta | Escons  | +/− |
| Any  | Líder        | Vots     | %        | Vots     | %        | Escons  | +/− |
| ---- | ------------ | -------- | -------- | -------- | -------- | ------- | --- |
| 2022 | Éric Zemmour | 964,868  | 4.24%    | N/D      | N/D      | 0 / 577 | =   |
| 2024 | Éric Zemmour | 238,934  | 0.75%    | N/D      | N/D      | 0 / 577 | =   |

### Parlament Europeu
| Any  | Líder           | Vots           | %              | Escons | +/− | Grup |
| ---- | --------------- | -------------- | -------------- | ------ | --- | ---- |
| 2024 | Marion Maréchal | Coalició R!-MC | Coalició R!-MC | 4 / 81 | Nou | ESN  |